# Francisco de Melo Palheta
Francisco de Melo Palheta (Belém do Pará, 1670 — cerca de 1750) foi um militar luso-brasileiro (sargento-mor) e responsável pela introdução do cultivo do café no Brasil e em Portugal.
O café foi primeiro introduzido na América do Sul através do Suriname. De lá, passou para a Guiana Francesa, por iniciativa do governador de Caiena, que conseguiu, de um francês chamado Morgues, um punhado de sementes, tendo-as semeado no pomar de sua residência.
No século XVIII, o café, devido às suas qualidades estimulantes, era um produto consumido de forma sôfrega na Europa e nos Estados Unidos. Os países que possuíam as mudas de cafeeiro (os Países Baixos, a França e as suas colônias) guardavam-nas a sete chaves: elas eram preciosíssimas, pois o café era um produto muito valorizado no mercado internacional.

## As Missões de Palheta
Em 11 de novembro de 1722, partiu de Belém do Pará, comandando uma expedição que subiu o curso do Rio Madeira, que prosseguiu subindo o curso do Rio Mamoré até atingir a aldeia de Santa Cruz de Cajajuvas, sede de uma missão jesuítica no Vice-Reino do Peru. 
Portugal ainda não possuía mudas de café quando, em 1727, por determinação do governador e capitão-general do estado do Maranhão, João da Maia da Gama, o sargento-mor Francisco de Melo Palheta dirigiu-se para a Guiana Francesa com a missão de restabelecer a fronteira fixada pelo Tratado de Utrecht de 1713, ou seja, no rio Oiapoque que estaria sendo violada pelos franceses.
Com uma missão secundário "especial", de adquirir mudas e sementes de café para implantar o seu cultivo no Brasil, devido possuir grande valor comercial. Tendo êxito, tornou-se o introdutor do cultivo de café no Brasil, cultura esta que se tornaria a principal do país no século seguinte.

## Homenagem
Documentário biográfico "Sementes de Ouro Negro – a história de Francisco de Melo Palheta", produzido pelo cineasta português José Borges em parceria com o jornalista brasileiro Nélio Palheta, que em 54 minutos de duração retrata cenas da cafeteria portuguesa Colombo do Porto e da cidade do Rio de Janeiro. Documentário este financiado pela rede de televisão portuguesa RTP, com apoio da prefeitura do município paraense de Vigia de Nazaré.